# Бомбалі
Бомба́лі (англ. Bombali) — один із 5 округів Північної провінції Сьєрра-Леоне. Адміністративний центр — місто Макені. Округ є другим за площею території, має державний кордон із Гвінеєю.

## Населення
Населення округу становить 606544 особи (2015; 408390 у 2004, 317729 в 1985, 233626 в 1974, 198776 в 1963).
У національному відношенні переважають народи темне та лімба, які сповідують іслам та християнство.

## Адміністративний поділ
У адміністративному відношенні округ складається з 13 вождівств та 1 муніципалітету, який іноді прирівнюється до вождівства:
| №  | Назва                 | Оригінальна назва   | Площа, км² | Населення, осіб (2004) | Населення, осіб (2015) | Адміністративний центр |
| -- | --------------------- | ------------------- | ---------- | ---------------------- | ---------------------- | ---------------------- |
| 1  | Біріва                | Biriwa              | 889,2      | 28 175                 | 47 305                 | Камабай                |
| 2  | Бомбалі-Себора        | Bombali Sebora      | 276,8      | 22 802                 | 36 413                 | Макені                 |
| 3  | Ґбанті-Камаранка      | Gbanti-Kamaranka    | 399,5      | 26 126                 | 28 491                 | Камаранка              |
| 4  | Ґбендембу-Нґовагун    | Gbendembu Ngowahu   | 790,5      | 29 971                 | 38 800                 | Каланґба               |
| 5  | Лібейсайґагун         | Libeisaygahu        | 417,2      | 13 355                 | 16 199                 | Баткану                |
| 6  | Маґбаймба-Ндоргагун   | Magbaimba Ndorhahun | 344,2      | 8 655                  | 12 688                 | Гундува                |
| 7  | Макарі-Ґбанті         | Makari Gbanti       | 640,7      | 41 186                 | 81 345                 | Масонґбон              |
| 8  | Макені, муніципалітет | Makeni              | -          | 82 840                 | 125 970                | Макені                 |
| 9  | Пакі-Масабонґ         | Paki Masabong       | 264,8      | 17 320                 | 19 880                 | Мапакі                 |
| 10 | Санда-Локо            | Sanda Loko          | 601,0      | 27 667                 | 45 075                 | Камало                 |
| 11 | Санда-Тендаран        | Sanda Tendaran      | 359,5      | 18 840                 | 26 228                 | Матебої                |
| 12 | Сафроко-Лімба         | Safroko Limba       | 399,8      | 21 199                 | 31 256                 | Бінколо                |
| 13 | Селла-Лімба           | Sella Limba         | 428,0      | 52 579                 | 58 401                 | Камаквіє               |
| 14 | Тамбака               | Tambakha            | 2462,6     | 17 675                 | 38 493                 | Фінтонья               |

## Господарство
Основою економіки округу сільське господарство, а саме вирощування рису та какао.

## Персоналії
В окрузі народились відомі люди:
- Джозеф Саїду Момо (1937) — президент Сьєрра-Леоне у 1985-1992 роках
- Ернест Бай Корома (1953) — дійсний президент Сьєрра-Леоне з 2007 року
- Бріма Корома (1984) — футболіст національної збірної Сьєрра-Леоне у 2003-2007 роках
- Могамед Камара (1987) — футболіст національної збірної Сьєрра-Леоне з 2011 року
- Daddi Cool — відомий у країні музикант, реггі-виконавець